# 池田央
池田 央（いけだ ひろし、1932年4月19日 - ）は、日本の心理学者、立教大学名誉教授。日本テスト学会理事長、教育測定研究所非常勤取締役を歴任する。
専門は教育評価法、心理・教育測定学で、日本におけるテスト理論の第一人者として知られる。岡山県出身。

## 略歴

### 学歴
- 1952年　東京都立日比谷高等学校卒業
- 1956年　東京大学教育学部教育心理学科卒業
- 1958年　同大学院修士課程修了
- 1964年　同博士課程満期退学
- 1961-65年　アメリカ・イリノイ大学大学院（フルブライト留学）
- 1965年　同大学で博士号を取得

### 職歴
- 1965年　立教大学社会学部専任講師
- 1967年　同助教授
- 1973年　同教授
- 1979年　東京工業大学教育工学開発センター教授
- 1979-81　大学入試センター教授（併任）
- 1982年　立教大学社会学部教授
- 1985-86年　ピッツバーグ大学フルブライト上級研究員
- 1992-98年　放送大学客員教授
- 1998年 立教大学教授を定年退職、名誉教授
- 1998-2010年（財）日本英語検定協会理事
- 1998-2010年（財）日本生涯学習総合研究所理事
- 1999-2009年（財）日本人事試験研究センター理事
- 2002年-（株）教育測定研究所取締役
- 2003年-2008年　日本テスト学会理事長
- 2009年-（特定非営利活動法人）全国検定振興機構理事
- 2010年-　　　　　　　　　　　　　　　同　　理事長
- 2010年-（財）日本英語検定協会　英語教育研究センター常任審議委員

## 著書

### 単著
- 『統計調査のコンピューター解析』　東洋経済新報社、1971年2月
- 『行動科学の方法』　東京大学出版会、1971年10月
- 『心理学研究法8　テスト2』東京大学出版会、1973年7月
- 『統計的方法（基礎）』新曜社、1976年11月
- 『テストで能力がわかるか』日本経済新聞社、1978年2月
- 『新しいテスト問題作成法』第一法規出版、1980年11月
- 『調査と測定　社会科学・行動科学のための数学入門』新曜社、1980年9月
- 『テストと測定』　第一法規出版、1982年6月
- 『テストの科学　試験にかかわるすべての人に』日本文化科学社、1992年2月
- 『現代テスト理論』行動計量学シリーズ　朝倉書店、1994年10月

### 共編著
- 『心理測定・学習理論　現代統計数理シリーズ14』（印東太郎・小野茂）森北出版、1977年7月
- 『統計ガイドブック』新曜社、1989年7月
- 『テスト・スタンダード』（日本テスト学会編）金子書房、2007年9月
- 『全国学力調査　日米比較研究』（荒井克弘・倉元直樹 編）金子書房、2008年5月
- 『見直そう、テストを支える基本の技術と教育』日本テスト学会編、2010年4月

### 翻訳
- 『試験問題の作り方』　（アドキンス）　日本文化科学社、1970年3月
- 『行動研究法入門』　（ローゼンタール＆ロスノウ）　新曜社、1976年2月
- 『コンピュータによる因子分析法』 （ホルスト） 柏木繁男共訳 科学技術出版社 1978年12月
- 『調査分類データの解析法』 （アプトン）　岡太彬訓共訳 朝倉書店 1980年9月
- 『教育測定法』（ロバート・Ｌ．リン）共訳　C.S.L.学習評価研究所、1992年12月
- 『教育・心理検査法のスタンダード』赤木愛和と監訳（米国教育学会編、赤木愛和と共同翻訳）図書文化社、1993年12月
- 『テスト作成ハンドブック』（ダウニング＆ハラディーナ）監訳、教育測定研究所、2008年12月

## 論文
- 国立情報学研究所収録論文 国立情報学研究所